# دايتون وارد
دايتون وارد (بالإنجليزية: Dayton Ward)‏ (7 يونيو 1967)؛ روائي أمريكي.